# Додома
Додома (свах. Dodoma) је главни град Танзаније. Има 324.347 становника (2002. попис). Трећи је град по величини у Танзанији. Главни град је постала 1973. Скупштина Танзаније се преместила у Додому тек 1996, а многи уреди владе су остали у Дар ес Саламу.

## Историја
Немачка колонијална управа је владала Танзанијом. Додома је основана у исто време, када је грађена танзанијска централна железница. Кад су Британци преузели Танзанију и град након Првог светског рата, Додома је постала регионални административни центар до 1964. Плебисцитом из 1973. одлучено је да Додома постане главни град.

## Инфраструктура
Путеви повезују Додому са Дар ес Саламом. Према западу путеви воде до Мванзе и Кигоме. Велики северни пут повезује Додому са Арушом.
Град је повезан централном железницом са Дар ес Саламом. Додома има и аеродром, али за авионе средње величине. Постоје планови о градњи већег аеродрома.

## Географија
Налази се у центру земље, 486 km западно од Дар ес Салама и 441 km јужно од Аруше. Град покрива површину од 2.669 km², од чега је 625 km² урбанизовано.

## Становништво
| Година       |
| Становништво |
| ------------ |

## Партнерски градови
- Џајпур